# شركة تأمين الودائع اليابانية
شركة تأمين الودائع اليابانية (預金保険機構 Yokinhokenkikō) هي الهيئة الوطنية للتأمين على الودائع في اليابان . تأسست عام 1971 ويقع مقرها الرئيسي في طوكيو . يتولى ماسانوري تانابي رئاسة المنظمة منذ عام 2010. بسبب الإنقاذ المصرفي الياباني في التسعينيات، حصلت الشركة على أسهم مفضلة في 29 بنكًا من خلال شركة الترميم والتحصيل، التابعة لها. وقد صنفتها مجلة "نيو ساينتست" على أنها واحدة من 147 منظمة "مترابطة للغاية" "تتمتع بسلطة غير متناسبة على الاقتصاد العالمي ".